# فتحة صافنية
فُرجة الصافن أو الفُتحة البيضوية الفخذية أو الفُرجة الصافنية هي فتحة بيضوية في أعلى الجزء الوسطي من اللفافة الفخذية العريضة، وتقع على مسافة 3–4 سم أسفل وجانب الحديبة العانية، ويبلغ طولها 3 سم وعرضها 1.5 سم.

## التركيب
تمتد اللفافة الفخذية العريضة تحت الحديبة العانية لتكون حدا محدبا من جانب الفتحة. كما أنها مغطاة بطبقة رقية من لفافة مخرمة تدعى باللفافة المصفوية التي يخترقها الوريد الصافن الكبير وثلاثة فروع سطحية من الشريان الفخذي والأوعية الملفاوية.
تنقل فرجة الصافن الوريد الصافن الكبير وأوعية أخرى صغيرة مثل الشريان الشرسوفي السطحي والشريان الفرجي الخارجي السطحي بالإضافة للفرع الفخذي من للعصب التناسلي الفخذي.

## صور إضافية

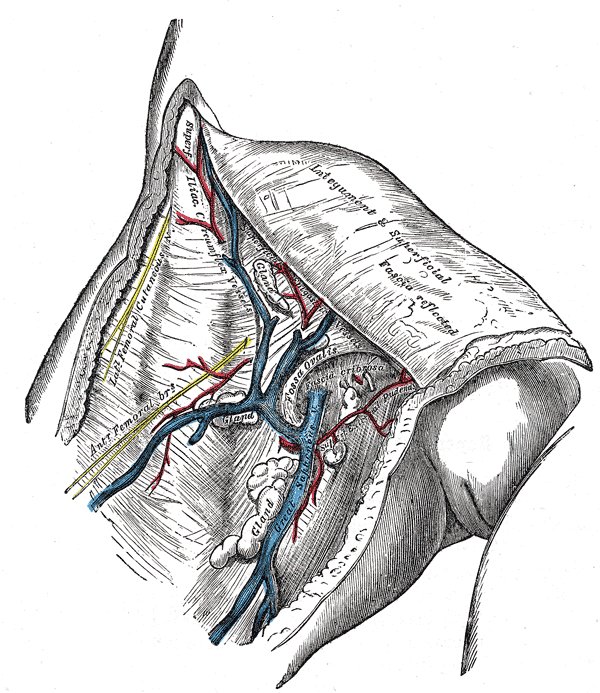
الوريد الصافن الكبير وفروعه في فرجة الصافن.
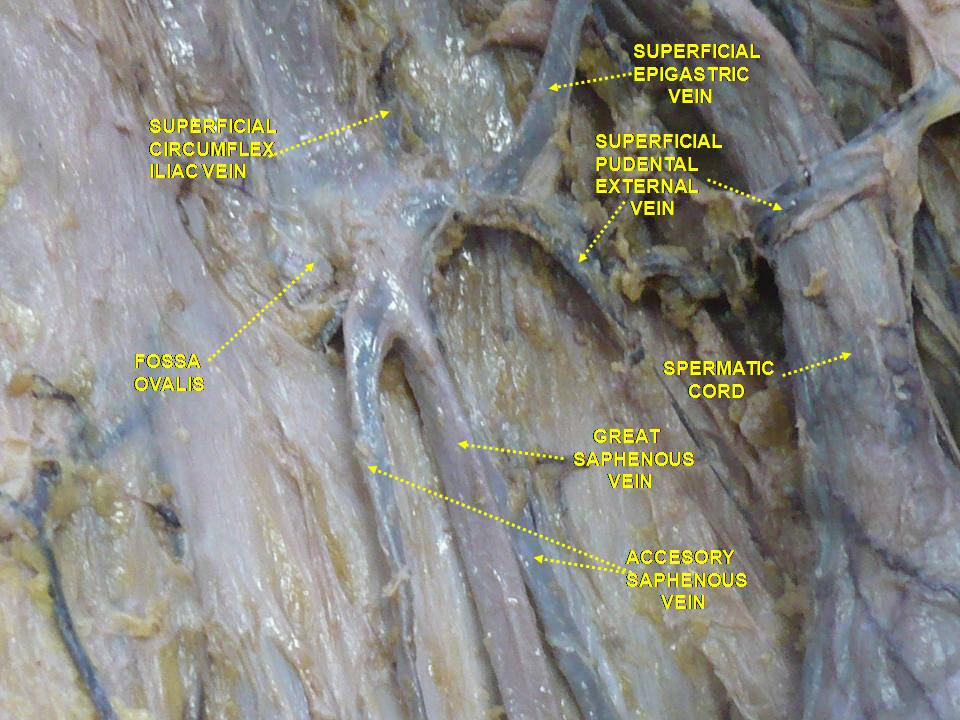
منظر أماي لتشريح سطحي لطرف سفلي يظهر الأوردة السطحية.